# Le Jeu d'échecs sur la terrasse
Le Jeu d'échecs sur la terrasse ou Le Jeu d'échecs est le dernier tableau réalisé par le peintre français du XIXe siècle Charles Bargue. 

## Histoire et caractéristiques du tableau

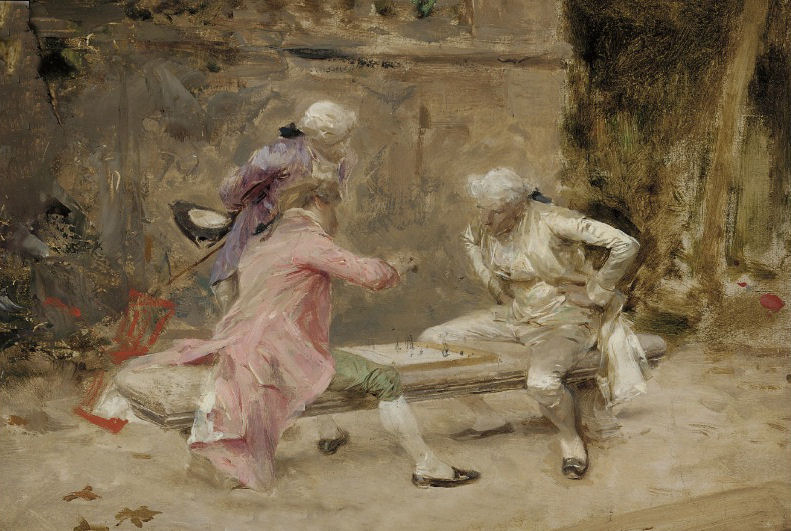
Charles Bargue, Le Jeu d'échecs sur la terrasse, collection particulière.

Les dimensions du tableau sont de 27,94 × 43,18 cm. La peinture est réalisée à l'huile sur bois, entre 1882 et 1883, l'année du décès du peintre . Le tableau a été acheté pour 75 000 francs par le philanthrope et homme d'affaires américain William Henry Vanderbilt et est resté propriété de sa famille pendant plus de 50 ans. Plus récemment, elle a été acquise par un collectionneur anonyme en 2002 à la salle des ventes Sotheby's.
Il existe une autre version du tableau dont les dimensions sont de 16,50 × 23,30 cm également appelée Le Jeu d'échecs. Il s'agit probablement d'une esquisse, mais elle est très différente de la version finale. Un personnage élégamment vêtu se tient à côté des joueurs et les observe en se penchant vers l'échiquier. Il n'y a pas comme dans le second tableau de valet en livrée, ni d'animaux à proximité. Cette variante se trouve également dans une collection privée, le tableau ayant été vendu aux enchères chez Christie's le 21 décembre 1933 par Madame B. Denisson à M. Lever et M. Graves. Une vente ultérieure a encore eu lieu chez Christie's en 2009 pour le prix de 11 243 dollars.

## Sujet du tableau
Le tableau représente deux hommes vêtus de costumes de leur époque (rococo) assis sur le banc d'une terrasse dans un parc, absorbés par le jeu d'échecs. Un autre personnage élégamment vêtu se penche vers eux pour observer le jeu. Sur le parapet derrière le banc est posée une cruche de vin en étain et trois verres. Du côté droit, à côté des joueurs, un petit chien de salon aboie sur un perroquet domestique. Plus loin, un valet en livrée s'appuie sur le parapet de la terrasse et observe la nature. L'auteur du tableau est visiblement influencé par l'œuvre de Jean-Léon Gérôme, dont Charles Bargue était un élève et un ami. Les tableaux de Bargue sont caractérisés par la précision documentaire des scènes, une connaissance des costumes historiques et des accessoires. Dans le tableau de Bargue, comme dans ceux de Jean-Léon Gérôme (Pollice verso), le centre optique de l'image est décalé vers la gauche par rapport au centre géométrique, ce qui fait que le personnage principal devient ici autant la nature que les joueurs. Les influences chez l'auteur sont autant celles de l'académisme que du réalisme, et le tableau combine les caractéristiques de la peinture de genre et de la peinture historique.
Le tableau est parfois perçu comme raffiné et plein d'esprit. Il transmet avec succès une atmosphère française du siècle des Lumières : le culte de l'intelligence, le désir de l'homme de se rapprocher de la Nature, la liberté de pensée et de parole.